# Locketorps landskommun
Locketorps landskommun var en tidigare kommun i dåvarande Skaraborgs län.

## Administrativ historik
Kommunen inrättades i Locketorps socken i Vadsbo härad i Västergötland när 1862 års kommunalförordningar trädde i kraft.  
Vid kommunreformen 1952 uppgick landskommunen i Binnebergs landskommun som 1971 uppgick i Skövde kommun.